# Campionato georgiano di calcio a 5 2003-2004
Il Campionato georgiano di calcio a 5 2003-2004 è stato il decimo Campionato georgiano di calcio a 5 e si è svolto nella stagione 2003/2004.

## Classifica
| Pos | Squadra             | Pti | G | V | N | P | GF | GS |
| --- | ------------------- | --- | - | - | - | - | -- | -- |
| 1   | Iberia 2003 Tbilisi | 12  | 4 | 4 | 0 | 0 | 32 | 15 |
| 2   | TSU Tbilisi         | 9   | 4 | 3 | 0 | 1 | 24 | 13 |
| 3   | Mardi Batumi        | 7   | 4 | 2 | 1 | 1 | 23 | 18 |
| 4   | STU Tbilisi         | 6   | 4 | 2 | 0 | 2 | 27 | 22 |
| 5   | Korebi Tbilisi      | 4   | 4 | 1 | 1 | 2 | 17 | 23 |
| 6   | Kutaisi Kutaisi     | 3   | 4 | 1 | 0 | 3 | 24 | 31 |
| 7   | Imedi Tbilisi       | 3   | 3 | 1 | 0 | 2 | 16 | 24 |
| 8   | Sukhumi             | 0   | 3 | 0 | 0 | 3 | 8  | 25 |

## Play-off

### Semifinali
| Squadre                    | Gara1 | Gara2 | Gara3 |
| -------------------------- | ----- | ----- | ----- |
| Mardi Batumi - Iberia 2003 | 5-9   | 0-3   |       |
| TSU Tbilisi - STU Tbilisi  | 5-6   | 6-5   | 6-3   |

### Finale
| Squadre                   | Gara1 | Gara2 | Gara3 |
| ------------------------- | ----- | ----- | ----- |
| TSU Tbilisi - Iberia 2003 | 5-9   | 7-13  |       |